# 1066
سنة 1066 هي سنة بسيطة بدأت يوم الأحد حسب التقويم اليولياني. شكلت السنة نقطة تحول في تاريخ إنكلترا بعد أن تم غزوها من قبل النورمان

## أحداث
- وليام الأول يغزو إنجلترا

## مواليد
- بيتر كولز فيزيائي بريطاني

## وفيات
- أبو بكر البيهقي
- توستيغ